# Сарабьянов, Дмитрий Владимирович
Дми́трий Влади́мирович Сарабья́нов (10 октября 1923, Москва — 19 июля 2013, там же) — советский и российский искусствовед, специалист по истории русского и советского изобразительного искусства. Член-корреспондент АН СССР c 23 декабря 1987 года по Отделению литературы и языка (искусствоведение и теория культуры), академик РАН c 11 июня 1992 года. Член-корреспондент РАХ (1997).

## Биография
Сын марксистского философа В. Н. Сарабьянова. В 1930-е годы активно занимался лёгкой атлетикой, в 1936—1937 годах был чемпионом и рекордсменом СССР в группе младших школьников по прыжкам в высоту.
С 1941 года учился на отделении истории искусства филологического факультета МИФЛИ им. Н. Г. Чернышевского. Участник Великой Отечественной войны; с июня 1943 по сентябрь 1944 года — военный переводчик 343-го стрелкового полка 38-й стрелковой дивизии (старшина). С ноября 1944 по октябрь 1945 года — военный переводчик 20-го танкового корпуса, принимал участие в боях на 1-м и 2-м Украинских и 2-м Белорусском фронтах; дважды был ранен. В 1945—1949 годах восстановился на искусствоведческом отделении исторического факультета МГУ им. М. В. Ломоносова. С конца 1940-х годов выступал как художественный критик. Дипломная работа была посвящена творчеству И. Е. Репина 1880-х годов.
В 1949—1952 годах учился в аспирантуре МГУ, в 1952—1953 годах — преподаватель кафедры истории русского искусства исторического факультета. Кандидат искусствоведения (1953, диссертация «Народно-освободительные идеи русской живописи второй половины XIX века»), доктор искусствоведения (1971, диссертация «П. А. Федотов и русская художественная культура 40-х годов XIX века»), профессор (1973). Член Союза художников СССР (1955).
В 1954—1960 годах — в Институте истории искусств АН СССР (старший научный сотрудник, заведующий сектором), исполнял обязанности заместителя директора (1955—1958).
С 1959 года преподавал историю русского искусства Нового времени в МГУ. В 1960—1996 годах — доцент, профессор, заведующий кафедрой (1972—1985), профессор-консультант кафедры истории отечественного искусства исторического факультета. Читал курсы «История русского искусства», «История русского искусства XIX — нач. XX вв.»; спецкурсы «Творчество П. А. Федотова», «Русская живопись среди европейских школ», «Стиль модерн», «Искусство русского авангарда» и др.
В 1960—1990-е годы выступал с лекциями и докладами в США, Германии, Австрии, Франции, Чехословакии, Англии, Италии и других странах. Действительный член Независимой академии эстетики и свободных искусств (1992). Участник выставочных вернисажей и критических дискуссий, многих научных конференций в России и за рубежом.
Сопредседатель Научного совета РАН «Историко-теоретические проблемы искусствознания», руководитель группы по изучению русского авангарда 1910—1920-х годов. Член совета РГНФ.
Вошёл в число деятелей культуры, подписавших в 2008 году обращение к Б. В. Грызлову и депутатам Государственной Думы РФ о переносе памятника Н. В. Гоголю работы Н. А. Андреева в Москве с Никитского бульвара.
Похоронен на Ваганьковском кладбище.

### Семья и увлечения
Супруга Е. Б. Мурина — искусствовед, автор монографий об А. Т. Матвееве, В. Ван Гоге, А. В. Лентулове.
Сыновья:
- Андрей (род. 1949) — искусствовед и издатель, специалист по русскому авангарду
- Владимир (1958—2015) — историк древнерусского искусства, художник-реставратор высшей квалификации.

Имел семерых внуков и двенадцать правнуков.
Увлекался охотой, рыбалкой, собиранием грибов. Любил современную русскую литературу и музыку композиторов XX века (А. Шёнберг, А. Г. Шнитке).
Автор нескольких стихотворных сборников.

## Научная деятельность
Основные исследования посвящены истории русского изобразительного искусства XIX—XX веков; занимался также различными аспектами истории зарубежного искусства конца XIX — начала XX веков, взаимовлияния живописи и литературы, взаимодействия русского искусства с западноевропейским. Является крупным специалистом в области проблем внутренней традиции в русском искусстве, своеобразия стиля модерн и русского авангарда. В некоторых работах рассматриваются теоретические проблемы искусствоведения (в том числе на примере творчества современных художников). Одну из важнейших задач Д. В. Сарабьянов видел в высвобождении из «опалы» ряда русских художников, считавшихся формалистами, и возвращении их имён в курсы истории искусства.
Комплексно исследовал творчество И. Е. Репина, М. А. Врубеля, В. А. Серова, В. В. Кандинского, К. С. Малевича, К. С. Петрова-Водкина, П. В. Кузнецова, В. Е. Татлина, Р. Р. Фалька, Л. С. Поповой, А. В. Бабичева, Н. И. Андронова и других русских художников.
Автор и соавтор около 400 научных публикаций. Составитель художественных альбомов о творчестве П. В. Кузнецова (1975), В. А. Серова (1982) и др. Редактор «Истории русского и советского искусства» (1979; 2-е изд. 1989).
Член редколлегий «Истории русского искусства» (т. 1—13, 1953—1969), альманаха «Советское искусствознание», журналов «Вопросы искусствознания» (1993—1997) и «Искусствознание», «Наше наследие», «Серии монографий истории русской эмиграции», член редакционного совета альманаха «Вестник истории, литературы, искусства».
Под руководством Д. В. Сарабьянова были подготовлены и защищены более 30 диссертаций.

## Основные работы
Монографии
- «С. В. Малютин» (1952),
- «Народно-освободительные идеи русской живописи второй пол. XIX в.» (М., 1955),
- «С. А. Чуйков» (1958; 2-е изд. 1976),
- «Образы века. О русской живописи XIX в., её мастерах и их картинах» (1967),
- «П. А. Федотов» (1969; 2-е изд. 1985),
- «Русская живопись кон. 1900-х — нач. 1910-х гг.: очерки» (М., 1971),
- «П. А. Федотов и русская художественная культура 1840-х гг.» (1973),
- «Русские живописцы нач. XX в.: новые направления» (Л., 1973),
- «Dmitri Sarabjanow. Robert Falk.» Mit einer Dokumentation, Briefen, Gesprächen, Lektionen des Künstler und einer biographischen Übersicht, hrsg. Von A.W. Stschekin-Krotowa. Dresden, Kunst, 1974,
- «Русская живопись XIX в. среди европейских школ: опыт сравнительного исследования» (1980),
- «О. А. Кипренский» (1982);
- «Стиль модерн: истоки, история, проблемы» (1989; 2-е изд. под загл. «Модерн: история стиля». М. 2001),
- «История русского искусства второй пол. XIX в.» (1989),
- «Russian Art from Neoclassicism to the Avant-garde» (London — NY, 1990),
- «История русского искусства кон. XIX — нач. XX вв.» (М., 1993),
- «Казимир Малевич: Живопись. Теория» (1993, в соавт. с А. С. Шатских)
- Сарабьянов Дмитрий, Автономова Наталия. Василий Кандинский. — М.: Галарт, 1994. — 238 с. — 5000 экз. — ISBN 5-269-00880-7.
- «Русская живопись: пробуждение памяти» (М., 1998),
- «Мартирос Сарьян» М.: АСТ, 2000. — 328 с. 2000 экз. ISBN 978-4-697-27453-6.
- Модерн: история стиля. М., 2001
- «Россия и Запад: историко-художественные связи XVIII — нач. XX вв.» (М., 2003),
- «Бубновый валет» в русском авангарде / Авторы Фаина Балаховская, Владимир Круглов, Жан-Клод Маркадэ, Глеб Поспелов, Дмитрий Сарабьянов; переводчик Елена Лаванан; редактор Анна Лакс. — СПб.: Государственный Русский музей, Palace Editions, 2004. — 352 с. — (Государственный Русский музей. Альманах, № 92). — ISBN 5-93332-143-5, 3-935298-96-X.
- «Живопись Роберта Фалька» (2006)
- Иван Пуни. — М.: Искусство ХХI век, 2007. — 376 с. — (Художники русской эмиграции)
- Серов. Жизнь и творчество. — М.: Эксмо, 2014. — 200 с. — 3000 экз. — ISBN 978-5-699-72552-6.

Редактор, составитель

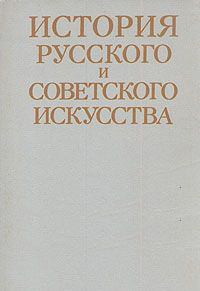
Учебник под редакцией Д. В. Сарабьянова (1989)

- Поэзия и живопись: Сборник трудов памяти Н. И. Харджиева / Составление и общая редакция М. Б. Мейлаха и Д. В. Сарабьянова. — М.: Языки русской культуры, 2000. — 845 с. — (Язык. Семиотика. Культура). — ISBN 5-7859-0074-2.

Статьи
- «Русское искусство первой пол. XIX в.» // «История русского и советского искусства» (1979; 2-е изд. 1989),
- «Новейшие течения в русской живописи предреволюционного десятилетия (Россия и Запад)» (1980);
- «К своеобразию живописи русского авангарда нач. XX в.» (1989) и др.
- Сарабьянов Дмитрий. Малевич между французским кубизмом и итальянским футуризмом // Малевич. Классический авангард. Витебск. — Витебск, 1998. — Вып. 2. — С. 9–20.
- Сарабьянов Дмитрий. Встреча после столетнего перерыва // Авангард и остальное: Сборник статей к 75-летию Александра Ефимовича Парниса. — М.: Три квадрата, 2013. — С. 639—657. — ISBN 978-5-94607-172-7.

## Награды
Награждён орденом Отечественной войны I степени (1985) и рядом медалей, в том числе «За боевые заслуги» (1943), «За победу над Германией в Великой Отечественной войне 1941—1945 гг.» (1945); Серебряной медалью АХ СССР (1989).
Лауреат премии Президента РФ в области литературы и искусства (2001), а также нескольких премий Союза художников СССР, Союза художников РСФСР и Московского Союза художников. Лауреат Государственной премии РФ в области литературы и искусства (1994).